# Parrocchia di Jefferson Davis
La parrocchia di Jefferson Davis (in inglese Jefferson Davis Parish) è una parrocchia dello Stato della Louisiana, negli Stati Uniti. La popolazione al censimento del 2000 era di 31 435 abitanti. Il capoluogo è Jennings.

## Geografia
La parrocchia si trova nel sud-ovest dello Stato e rientra nella regione Acadiana. Si tratta di un territorio prettamente rurale e ricco di corsi d'acqua.

### Parrocchie confinanti
- Parrocchia di Allen - nord
- Parrocchia di Evangeline - nord-est
- Parrocchia di Acadia - est
- Parrocchia di Vermilion - sud-est
- Parrocchia di Cameron - sud
- Parrocchia di Calcasieu - ovest
- Parrocchia di Beauregard - nord-ovest

## Storia
La parrocchia fu creata nel 1912 e fu chiamata così in onore di Jefferson Davis, presidente degli Stati confederati d'America.

## Comuni[5]
- Elton - town
- Fenton - village
- Jennings (capoluogo) - city
- Lacassine - cdp
- Lake Arthur - town
- Roanoke - cdp
- Welsh - town